# Jungbusch

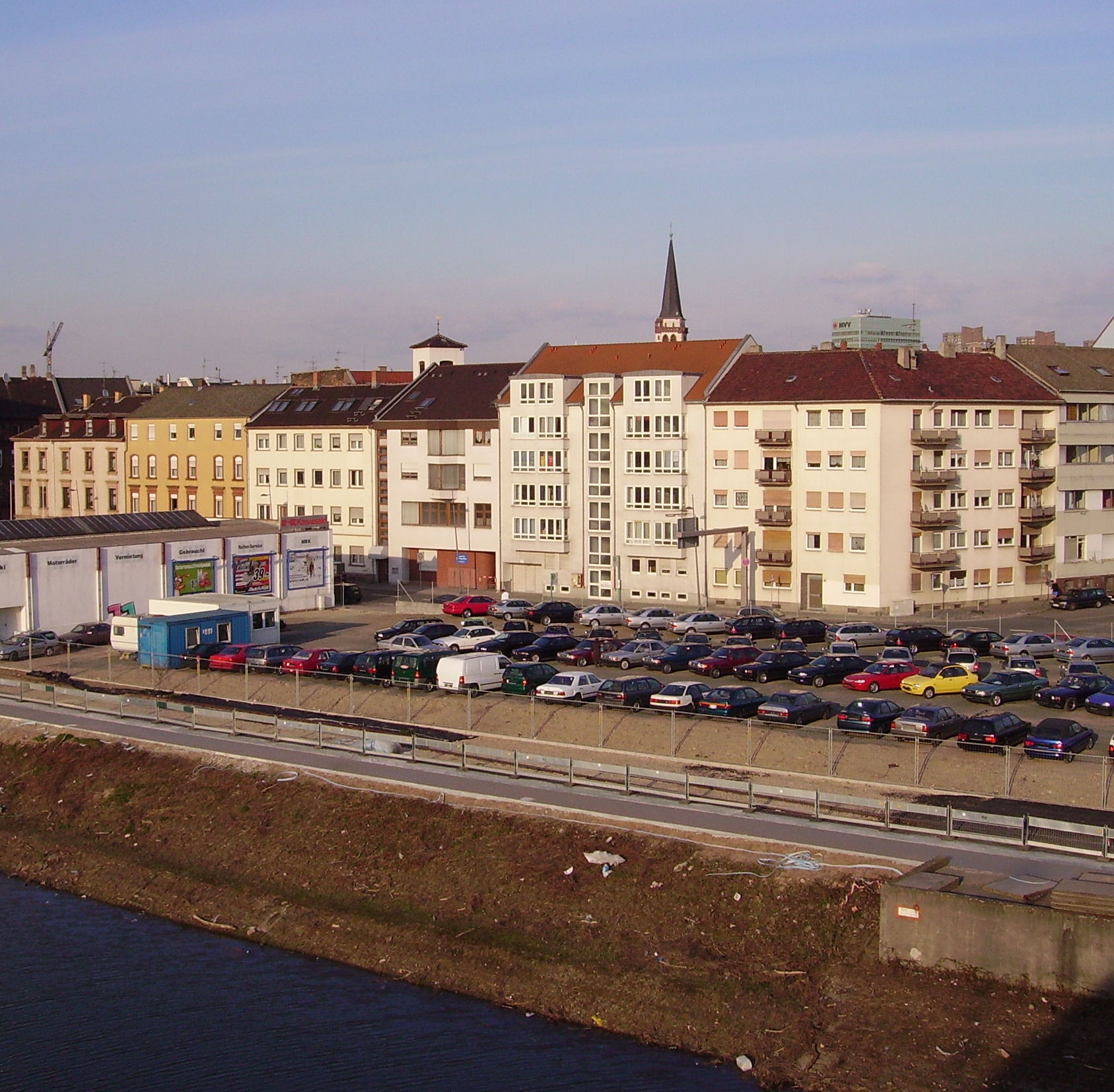
Jungbusch

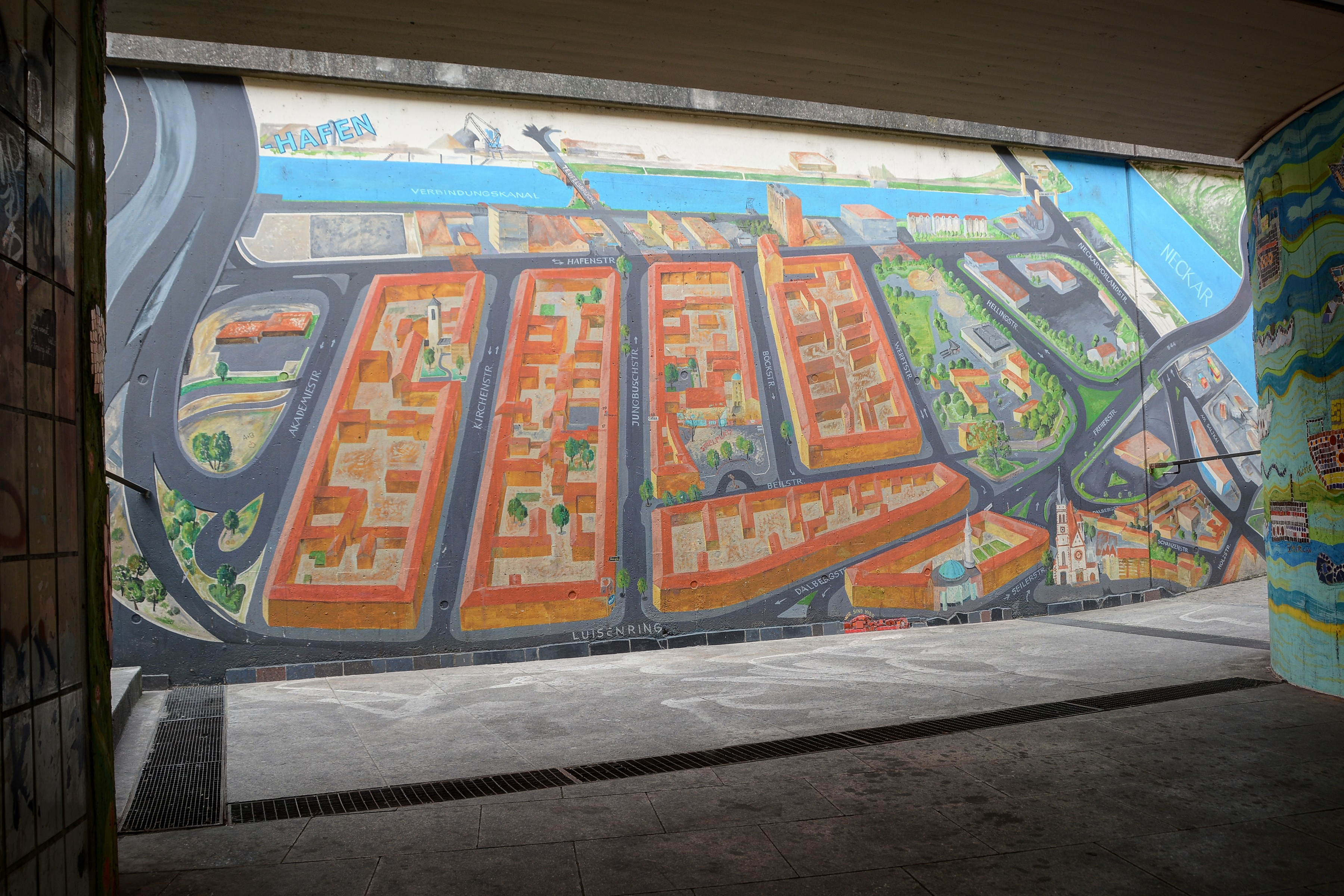
Jungbusch, Karte auf einem Wandgemälde am Luisenring

Der Jungbusch ist ein Stadtteil des Mannheimer Stadtbezirks Innenstadt/Jungbusch und liegt westlich der Quadrate, die den Stadtteil Innenstadt bilden. Er ist im Norden durch den Neckar, im Osten und Süden durch den Luisenring und im Westen durch den Rhein eingegrenzt. 6.572 wohnberechtigte Menschen lebten am 31. Dezember 2021 im Jungbusch.

## Geschichte
Der nördliche Jungbusch liegt auf einem Hügel, der früher Pestbuckel hieß. Hier fiel das ansonsten flach zum Ufer abfallende Gelände steil ab. Die umgangssprachliche Bezeichnung erinnert an den hier einst gelegenen Friedhof, auf dem im Pestjahr 1666/1667 Tausende von Opfern unabhängig von der Konfession beerdigt wurden.
Der Name Jungbusch leitet sich von dem ehemals hier stehenden Junggehölz ab. Seine Form erhielt der Jungbusch durch die Rheinbegradigung, den Bau des Verbindungskanals im Handelshafen und den Neckardurchstich von 1869.
Ab 1870 entstand der Jungbusch durch gründerzeitliche Stadterweiterungen. Hier lebten einst Reeder, Kapitäne und Kaufleute. Dieser Stadtteil blieb als einer der wenigen Mannheimer Stadtteile von den Zerstörungen des Zweiten Weltkrieges verschont, so dass die Bausubstanz aus der Gründerzeit noch sehr gut erhalten ist. Mit dem Niedergang der Binnenschifffahrt in den 70er Jahren wandelte sich der Jungbusch zum Rotlichtbezirk mit fragwürdigem Ruf (Amüsierviertel, Ausländerviertel, sozialer Brennpunkt) in Mannheim und Umgebung.
Seit einigen Jahren wandelt sich der Jungbusch zu einem beliebten Szeneviertel für Künstler und Kreative und als Ausgehviertel mit Bars und Restaurants. Auf Grund der steigenden Beliebtheit des Viertels befürchten Anwohner eine zunehmende Gentrifizierung.

## Einwohner
Heute leben überwiegend einkommensschwache Familien im Jungbusch. Mit 43,6 % ist der Jungbusch der Stadtteil in Mannheim mit der niedrigsten Beschäftigungsquote. Außerdem zog dieser Bezirk besonders viele Einwanderer an, zunächst Italiener, dann vor allem Türken, in letzter Zeit Bulgaren und Rumänen. 67,1 % der Einwohner im Jungbusch haben einen Migrationshintergrund, Mannheim gesamt 46,3 %. Der teils günstige Mietraum des Stadtteils wird auch von studentischen Wohngemeinschaften und Künstlerateliers in Anspruch genommen. Der Stadtteil ist durch die Nähe zur Universität und Popakademie von jungen Einwohnern geprägt. 22,8 % der Einwohner sind zwischen 18 und 25 Jahren alt. Dies ist mit Abstand der höchste Anteil dieser Altersgruppe im Vergleich zu anderen Stadtteilen in Mannheim. Die Arbeitslosenquote liegt bei 7,8 %.

## Stadtentwicklung

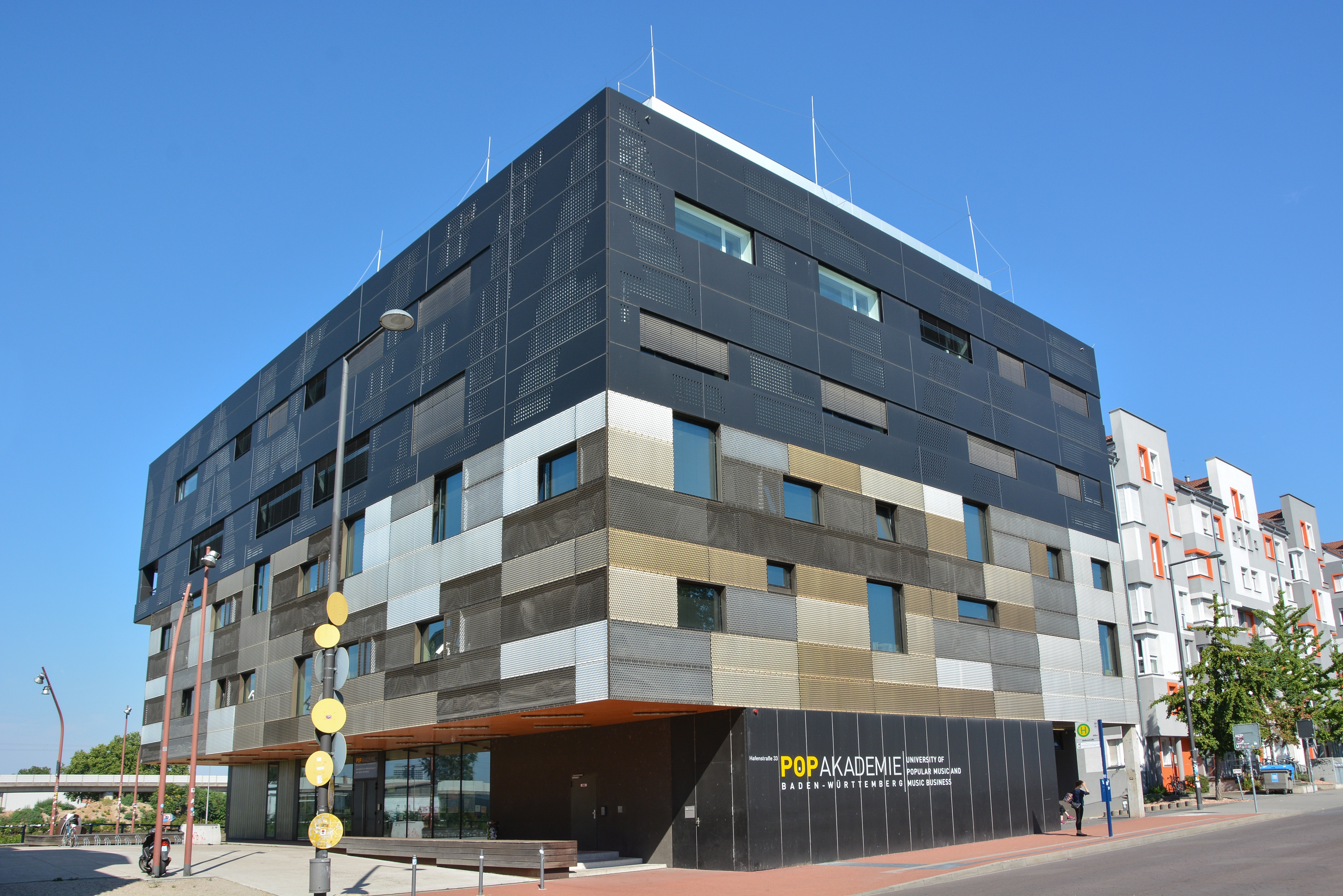
Popakademie Baden-Württemberg

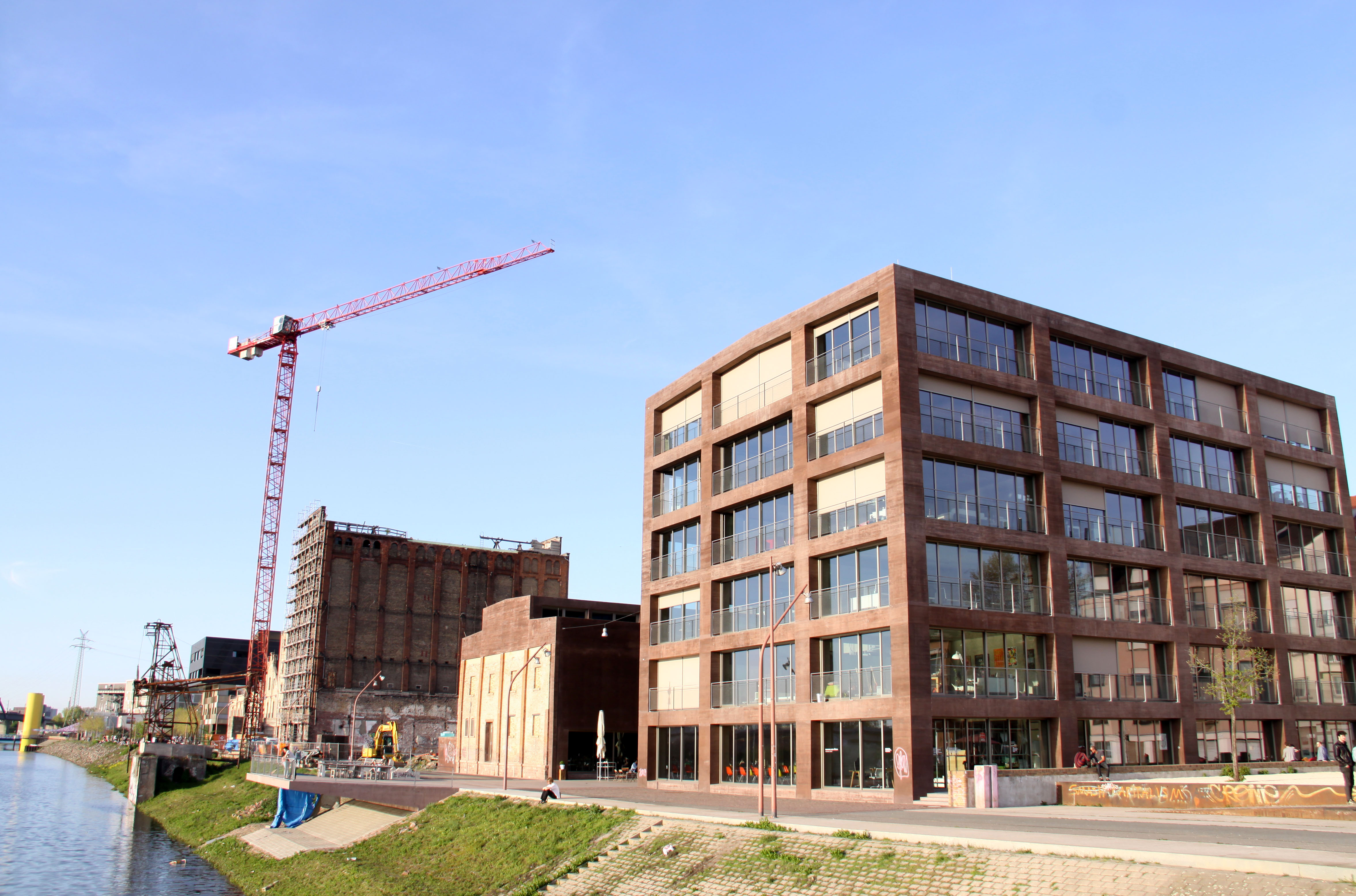
Kreativwirtschaftszentrum C-HUB

Seit einigen Jahren versucht die Stadt Mannheim, den Jungbusch mit allerlei baulichen und sozialen Maßnahmen wieder aufzuwerten. Unter anderem wurden die Popakademie Baden-Württemberg, das Existenzgründerzentrum Musikpark Mannheim, das Kreativwirtschaftszentrum C-HUB und eine Galerie für Wechselausstellungen (Port25 – Raum für Gegenwartskunst) dort angesiedelt. Heute gilt der Jungbusch als Multi-Kulti-Viertel mit Wachstumspotenzial. Auch in der 1881 erbauten Kauffmannmühle entsteht ein Raum für kulturell-kreative Aktivitäten.

### Geschichte der Kauffmannmühle
Die in den Jahren 1881–1883 von den Mannheimer Architekten Philipp Jelmoli und Carl Blatt erbaute Mühlenanlage hatte ihren Ursprung in einer im Schriesheimer Tal gelegenen, mit Wasserkraft betriebenen Getreidemühle. Mit ihrer Verlegung nach Mannheim erhielt die Firma den Zusatz „Erste Mannheimer Dampfmühle“. Anfang des 20. Jahrhunderts erweitert und erneuert, überstand die Mühle die beiden Weltkriege ohne nennenswerte Schäden. Obwohl die Mühle in den Jahren nach dem Zweiten Weltkrieg gut beschäftigt war, wurde sie im Jahr 1960 nach 78 Jahren der Produktion stillgelegt. Mit der Entwicklung der städtebaulichen Konzepte für neue Arbeitsplatzstrukturen im Jungbusch werden nun auch Investitionen in den aufwändigen Erhalt des alten Industriedenkmals möglich. Erste Mieter, wie der Radiosender für elektronische Musik Sunshine Live oder IT-Firmen sind schon eingezogen. Seit 2007 befindet sich dort auch das Künstlerhaus Zeitraumexit. In einer weiteren Stufe soll mit dem Umbau der denkmalgeschützten Lagerhallen begonnen werden und der erste Abschnitt des zukünftigen Zunftviertels Kauffmannmühle mit Flächen für wertige Produkte, kreative Dienstleistungen, Events, Slow-Food-Gastronomie und Kultur entstehen.

## Religion

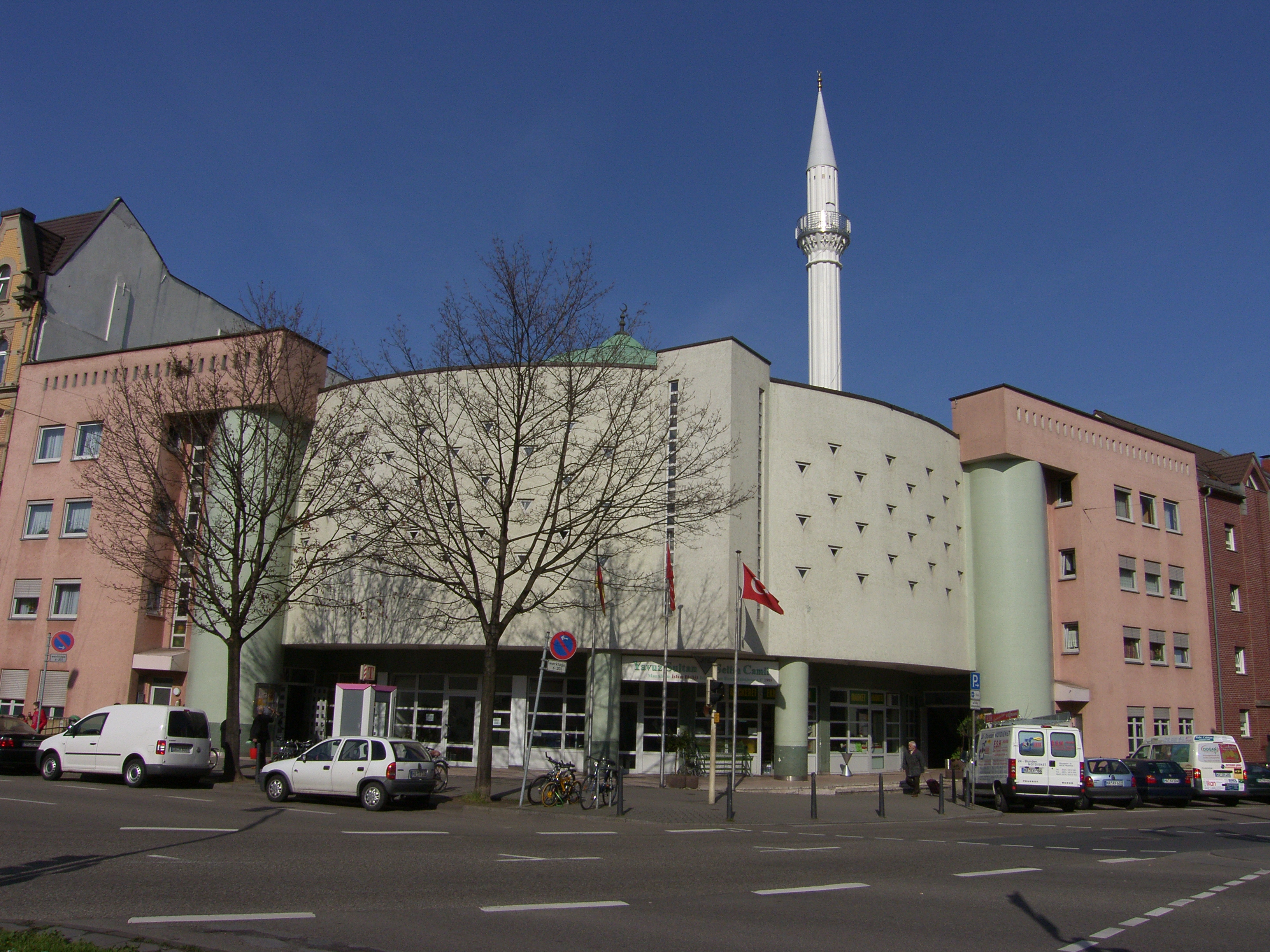
Yavuz-Sultan-Selim-Moschee

Im Jungbusch steht auch seit 1995 die Yavuz-Sultan-Selim-Moschee, nach Fertigstellung damals die größte Moschee Deutschlands, gebaut vom Islamischen Bund Mannheim. Die Moschee war mit ihrem Projekt „Offene Moschee“ in Deutschland eines der ersten muslimischen Gotteshäuser, das sich nach außen hin öffnete und das Ziel der interreligiösen Annäherung und der Aufklärung über den Islam praktisch umsetzte.
Der Moschee gegenüber steht die 1904 errichtete neugotische Liebfrauenkirche, die zusammen mit der Jesuitenkirche und der Unteren Pfarrkirche St. Sebastian am Marktplatz zur katholischen Innenstadtpfarrei gehört. Sie wird auch von der italienischen Gemeinde genutzt.
Die evangelische Hafenkirche betreut auch die Familien der Binnenschiffer, die den Mannheimer Hafen anlaufen.